# SKYY Vodka

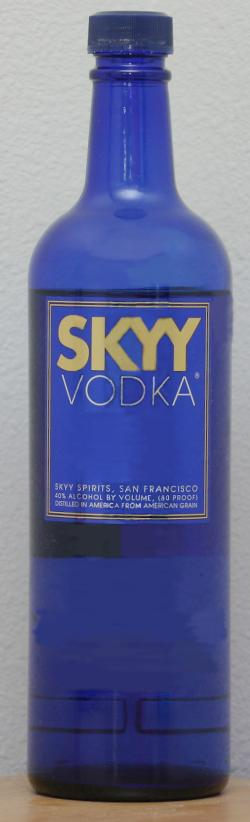
Um exemplar de 750ml

A SKYY Vodka é uma marca de vodca norte-americana fundada em 1992, por Maurice Kanbar, na cidade de San Francisco. Atualmente pertence ao Grupo Campari. É facilmente reconhecida pela cor de sua garrafa, de tom azul-cobalto, que se tornou a marca registrada da bebida.

## História
A SKYY Vodka foi fundada no início da década de 90, por Maurice Kanbar. O criador era um grande apreciador de vodca e desenvolveu um processo inovador de filtração e destilação, visando atingir o grau máximo de pureza.
A garrafa de tom azul-cobalto foi uma inspiração de Maurice nos céus da cidade de San Francisco e hoje é popularmente reconhecida entre os consumidores.
Em 2002, a SKYY Vodka chegou ao Brasil e rapidamente ganhou um lugar de destaque nas vendas do setor no país.